# Вергуаньян
Вергуанья́н (фр. Vergoignan) — коммуна во Франции, находится в регионе Юг — Пиренеи. Департамент — Жер. Входит в состав кантона Рискль. Округ коммуны — Миранд.
Код INSEE коммуны — 32460.

## География

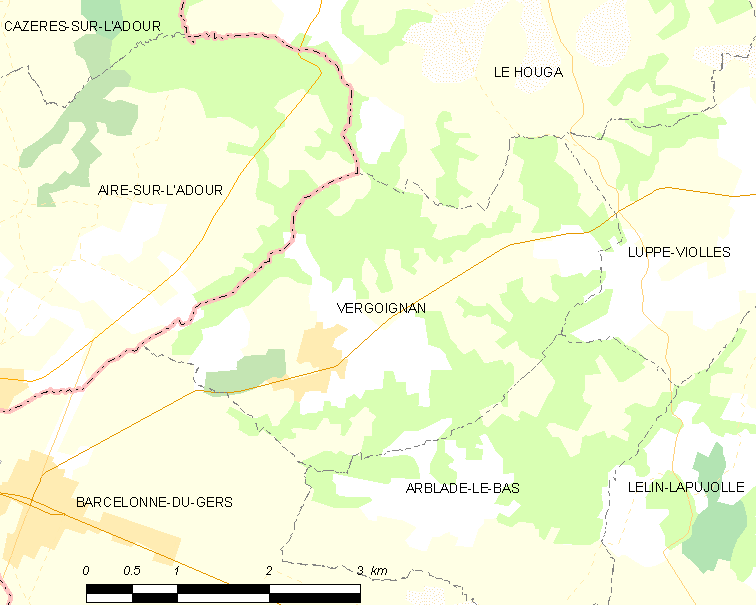
Карта коммуны

Коммуна расположена приблизительно в 610 км к югу от Парижа, в 135 км западнее Тулузы, в 65 км к западу от Оша.

## Климат
Климат умеренно-океанический. Лето жаркое и немного дождливое, температура часто превышает 35 °С. Зимой часто бывает отрицательная температура и ночные заморозки. Годовое количество осадков — 700—900 мм.

## Население
Население коммуны на 2010 год составляло 297 человек.
| 1962 | 1968 | 1975 | 1982 | 1990 | 1999 | 2010 |
| ---- | ---- | ---- | ---- | ---- | ---- | ---- |
| 197  | 188  | 192  | 202  | 243  | 250  | 297  |

## Администрация
| Период | Период | Фамилия     | Партия | Примечания |
| ------ | ------ | ----------- | ------ | ---------- |
| 2001   | 2008   | Камиль Боэр |        |            |
| 2008   | 2020   | Мишель Марк |        |            |

## Экономика
В 2010 году среди 188 человек трудоспособного возраста (15-64 лет) 146 были экономически активными, 42 — неактивными (показатель активности — 77,7 %, в 1999 году было 68,2 %). Из 146 активных жителей работали 133 человека (73 мужчины и 60 женщин), безработных было 13 (4 мужчины и 9 женщин). Среди 42 неактивных 13 человек были учениками или студентами, 17 — пенсионерами, 12 были неактивными по другим причинам.